# Venšjan tongkao
Venšjan tongkao (kitajsko: 文献通考; pinjin: Wénxiàn Tōngkǎo; dob.: 'Celovita študija dokumentov'), včasih preprosto Tongkao, je dokumentarni vir iz kitajskega sveta, ki ga je zbral Ma Duanlin v začetku 14. stoletja in objavil leta 1317. Študija je sestavljena iz 26 delov s skupaj 348 zvezki in je nekakšna enciklopedija življenja in organizacije kitajske družbe tistega časa. Vsebuje različne teme od upravne geografije do kraljevih obredov, vključno z vedeževalskimi seansami in vojaškimi zakoni. 
Posledično je Venšjan tongkao del bogate dokumentacije iz kitajskega sveta, ki jo mnogi sedanji zgodovinarji uporabljajo za preučevanje različnih vidikov kitajske civilizacije tistega časa in zgodovinskih dogodkov. Sodobni zahodni astronomi, na primer, so v Tongkau  odkrili omembe astronomskih dogodkov v srednjem veku, ko so ta vprašanja v Evropi zanimala le redke ljudi. Prva sta Venšjan tongkao preučevala Jean-Baptiste Biot in njegov sin Édouard Biot leta 1843. Iskala sta predvsem podatke o prehodih kometov in mimogrede odkrila omembe nov in supernov, med katerimi je nedvomno najbolj znana SN 1054.

## Sklic
1. ↑  Édouard Biot. Catalogue des étoiles extraordinaires observées en Chine depuis les temps anciens jusqu’à l’an 1203 de notre ère, publié dans « Connaissance des temps ou des mouvements célestes, à l’usage des astronomes et des navigateurs, pour l’an 1846 » (1843).

## Vira
- Enlin Dong et al. (2002). Historial Literature and Cultural Studies, Hubei Dictionary Press, Wuhan. ISBN 7-5403-0512-6.
- Xu, Guanglie, Wenxian Tongkao[mrtva povezava]. Encyclopedie chinoise, 1. izdaja.